# Cistogaster globosa
Cistogaster globosa är en tvåvingeart som först beskrevs av Fabricius 1775.  Cistogaster globosa ingår i släktet Cistogaster och familjen parasitflugor. Arten är reproducerande i Sverige. Inga underarter finns listade i Catalogue of Life.